# Gerenciamento de rede
Gerenciamento de redes é uma aplicação distribuída onde processos de gerência (agente-gerente) trocam informações entre si com o objetivo de monitorar e controlar a rede de computadores para maximizar sua eficiência e produtividade.
Para responder as solicitações o Processo Agente consulta uma MIB, ou seja, uma Base de Informações Administrativas, onde ficam armazenadas as informações da rede que são estruturadas em forma de árvore, seguindo o paradigma de orientação a objetos, onde objetos gerenciados representam os recursos da rede.[carece de fontes?]